# Myndus kekenboschi
Myndus kekenboschi är en insektsart som beskrevs av Synave 1963. Myndus kekenboschi ingår i släktet Myndus och familjen kilstritar. Inga underarter finns listade i Catalogue of Life.